# Гребен (Бранденбург)
Гребен (њем. Gräben) општина је у њемачкој савезној држави Бранденбург. Једно је од 38 општинских средишта округа Потсдам-Мителмарк. Према процјени из 2010. у општини је живјело 595 становника. Посједује регионалну шифру (AGS) 12069232.

## Географски и демографски подаци
Гребен се налази у савезној држави Бранденбург у округу Потсдам-Мителмарк. Општина се налази на надморској висини од 65 метара. Површина општине износи 40,3 km². У самом мјесту је, према процјени из 2010. године, живјело 595 становника. Просјечна густина становништва износи 15 становника/km².